# 安德烈斯·西蒙
安德烈斯·西蒙（西班牙語：Andrés Simón，1961年9月15日—），古巴男子田径运动员。他曾代表古巴参加1992年和1996年夏季奥林匹克运动会田径比赛，其中1992年奥运会获得一枚铜牌。